# Sonya Monosoff
Sonya Monosoff, née à Cleveland aux États-Unis, le 11 juin 1927, est une violoniste, pionnière du violon baroque et l'une des premières interprètes américaines à l'utiliser au concert.

## Biographie
Sonya Monosoff est élève de Louis Persinger pour le violon. En musique de chambre elle reçoit les conseils de Felix Salmond et Hans Letz. Diplômée de la Juilliard School of Music, elle rejoint ensuite les membres du Quatuor Galimir, formation qu'avait refondé Felix Galimir lors de son exil en Amérique. En 1963 elle fonde et dirige son propre ensemble, d'abord nommé Baroque Players of New York, puis Chamber Players.
Membre de l'ensemble de Noah Greenberg, New York Pro Musica dans sa jeunesse, elle fut la première à porter à la scène du concert le violon ancien en jouant les Sonates du Rosaire et les sonates de 1681 de Heinrich Biber. Ses sonates de Bach, avec le claveciniste James Weaver, avaient remporté à l'époque, le meilleur enregistrement de l'année, par le magazine Stereo Review (1963).
De 1972 à 1997, elle enseigne à l'Université Cornell (à Ithaca, État de New York). À partir de 1974 elle joue avec le pianofortiste Malcolm Bilson et le violoncelliste John Hsu, en tant que membre du Trio Amadé (1974–1997).
Sonya Monosoff s'est produite en récital ou en musique de chambre aux États-Unis, au Canada, en Europe, en Israël, en Australie, en Nouvelle-Zélande et à Hong Kong.
Après 1991 elle enseigne le violon, la musique de chambre et donne des concerts hors des États-Unis. Notamment en République tchèque et où elle se produit lors du Festival du Printemps de Prague en 1993. Elle enseigne et donne des master classes dans nombre d'universités américaines et canadiennes et est invité de l'Université Bar-Ilan (Tel Aviv, Israël) et Ferrare (Italie).

## Discographie partielle
Dans la veine baroque elle a enregistré Biber, Corelli, Geminiani et J.-S. Bach. Avec piano, elle a laissé des sonates pour violon de Mozart. Sa discographie est pour l'instant quasi absente des rééditions en CD.
Il existe des bandes de concerts donnés à l'Université Cornell. Par exemple : 7 octobre 1962, la sonate en trio – Bach, BWV 1038, 1079 ; 29 octobre 1974, concert Charles Ives : Dialogues (1958) pour violon et piano.
- 1962 : Biber, Sonates du Rosaire - János Scholz, viole de gambe ; John Miller, basson baroque ; Melville Smith, orgue et clavecin (3 LP Cambridge Records CRS 1811[3] / LP Pleiades Records 2P107) (OCLC 3696813) Interprété sur des instruments de la collection du Smithsonian Institution (Washington).
- 1962 : Mozart, Sonates pour violon K 379 et K 454 - Lonny Epstein, fortepiano (LP Cambridge Records) (OCLC 53914609)
- 1964 : Biber, 8 Sonates pour violon solo et continuo (1681) - János Scholz, viole de gambe ; Melville Smith, clavecin (LP Cambridge Records CRS 1812)
- 1967 : Vivaldi, Les Quatre Saisons - Sonya Monosoff, Helen Kwalwasser, Nadia Koutzen, violons solos ; Eugenia Earle, clavecin ; New York Sinfonietta Dir. Max Goberman (LP Odyssey 32 16 0131) (OCLC 8864104)
- 1972 : Stephen Foster, Mélodies [pour Jeannie with the light brown hair et Some folks] - Jan DeGaetani, mezzo-soprano ; Leslie Guinn, baryton ; Gilbert Kalish, piano et melodeon ; Robert Sheldon, flûte & keyed bugle ; Douglas Koeppe, piccolo & flûte ; James Weaver, piano ; The Camerata Chorus of Washington (LP Nonesuch LP H-71268 / Electra/Nonesuch 9 7915802)[4] (OCLC 16575779). Interprété sur des instruments de la collection du Smithsonian Institution (Washington).
- 1973 : Corelli, 12 Sonates, op. 5 - Judith Davidoff, viole de gambe et violoncelle ; James Weaver, clavecin et orgue (3LP Musical Heritage Society MHS 1690/1/2) (OCLC 1139307)
- 1976 : Haydn, Trios, Hob. xv: 19, 27 et 29 - The Amadé Trio : Malcolm Bilson, fortepiano ; John Hsu, violoncelle (LP Titanic Records Ti-12[5])
- années 1970 : Leclair, Sonates pour deux violons - Sonya Monosoff & Carol Lieberman, violons baroques (LP Titanic Records Ti-45) (OCLC 3410651)
- 1977 : Mozart, Sonate pour violon K 304, 376, 380 - Malcolm Bilson, pianoforte (éd. Southern Illinois University Press - LP Pleiades Records P 104) (OCLC 3027827). Interprété sur un Stradivarius de 1692, du Metropolitan Museum of Art, New York.
- 1978 : Geminiani, Sonates II et X, opus 1 ; Sonates I et XI, opus 4 - James Weaver, clavecin ; Judith Davidoff, violoncelle baroque (LP Musical Heritage Society) (OCLC 4652368)
- 1978 : Bach, Sonates pour violon et clavecin BWV 1014–1019, 1021, 1023 - James Weaver, clavecin ;  Judith Davidoff, viole de gambe (4-12 avril 1978, 3LP Cambridge Records CRS 2822B / LP Columbia Special Products P3-14830) (OCLC 5512187). Interprété sur des instruments de la collection du Smithsonian Institution (Washington).

## Publications

### Articles
- (en) Sonya Monosoff, « Viva the Early Violin », The Journal of the Violin Society of America, nos 3/1,‎ 1977, p. 17–21
- (en) Sonya Monosoff et Salchow, William, Joseph Siegelman, Sergiu Luca, « Symposium: The Performer and the Bow », Journal of the Violin Society of America, no 3,‎ 1977, p. 11–34
- (en) Sonya Monosoff, « Symposium: The Baroque Bow Past and Present », The Journal of the Violin Society of America, nos 3/4,‎ 1977, p. 35–86
- (en) Sonya Monosoff, « Violin Fingering [revue de Violin fingering in the 18th century de Peter Walls] », Early Music, no 13,‎ février 1985, p. 76–79
- Grove Music Online, Articles : Arco (i), Pizzicato, Position, Shift.

### Collaboration
- (en) David D Boyden (Dir.) et Malcolm Boyd et Sonya Monosoff, The Violin Family, New York, W.W. Norton and Company, coll. « Grove musical instruments series », 1989, 315 p. (ISBN 0-393-02556-X, OCLC 21598139), chap. 6 (« The Violoncello »)Le chapitre traite de l'évolution, de la technique, des interprètes et du répertoire du violoncelle.